# Akli Fairuz
Akli Fairuz (* 8. Mai 1987 in Gampong Ladang, Aceh; † 16. Mai 2014 in Banda Aceh) war ein indonesischer Fußballspieler.

## Leben

### Karriere
Fairuz startete seine Karriere bei Persal South Aceh in der zweiten indonesischen Liga (Divisi Dua Liga Indonesia). Anfang 2010 wechselte der offensive Mittelfeldspieler in die höchste Spielklasse Indonesiens, die Indonesia Super League, zu Persiraja Banda Aceh.

### Tod
Am 10. Mai 2014 wurde Fairuz bei einer missglückten Abwehraktion im Strafraum vom gegnerischen Torwart Agus Rahman von PSAP Sigli in den Unterleib getreten. Fairuz sackte bewusstlos zusammen und wurde mit inneren Verletzungen in ein Krankenhaus in Banda Aceh gebracht. Dort lag er sechs Tage im Koma, bevor er am 16. Mai starb. Fairuz wurde zwei Tage nach seinem Tod auf der Insel Sumatra in Gampong Beureu'eh im Bezirk Beureuenun beerdigt.
Der Tod Fairuz’ war bereits der zweite eines Spielers nach einem Foulspiel in der ersten indonesischen Liga. Am 15. Mai 2009 war der Mittelfeldspieler Jumadi von KT Bontang nach einem Foulspiel seines Gegenspielers Deny Tarkas gestorben.